# سیمین‌ماهی ژرفنا
سیمین‌ماهی ژرفنا (نام علمی: Bathylagidae) نام یک تیره از راسته سیمین‌ماهی‌سانان دریایی است.